# Rudi Hoffmann
Rudi Hoffmann (Östringen, 1935. február 11. – 2020. október 16.) nyugatnémet válogatott német labdarúgó, hátvéd.

## Pályafutása

### Klubcsapatban
1945-ben az SV Östringen csapatában kezdte a labdarúgást. 1952 és 1957 között a Viktoria Aschaffenburg csapatában szerepelt 1957 és 1960 között a VfB Stuttgart labdarúgója volt és tagja volt az 1958-as nyugatnémet kupa-győztes együttesnek. 1960 és 1963 között az FK Pirmasens játékosa volt. 1963-ban vonult vissza az aktív labdarúgástól.

### A válogatottban
1955. május 28-án egy alkalommal szerepelt a nyugatnémet válogatottban Írország ellen. Részt vett az 1956-os melbournei olimpián. Tagja volt az 1958-as svédországi világbajnokságon részt vevő keretnek, de tartalékként nem utazott a csapattal Svédországba, hanem akárcsak Wolfgang Peters, Hermann Nuber és Günter Sawitzki otthon maradt készenlétben.

## Sikerei, díjai
NSZK
- Világbajnokság
  - 4.: 1958, Svédország

 VfB Stuttgart
- Nyugatnémet kupa (DFB-Pokal)
  - győztes: 1958

## Statisztika

### Mérkőzése a nyugatnémet válogatottban
| NSZK | NSZK            | NSZK                      | NSZK  | NSZK     | NSZK     | NSZK       | NSZK  | NSZK    |
| #    | Dátum           | Helyszín                  | Hazai | Eredmény | Vendég   | Kiírás     | Gólok | Esemény |
| ---- | --------------- | ------------------------- | ----- | -------- | -------- | ---------- | ----- | ------- |
| 1.   | 1955. május 28. | Hamburg, Volksparkstadion | NSZK  | 2 – 1    | Írország | barátságos | -     |         |
|      | Összesen        |                           |       | 1        | mérkőzés |            | 0     | gól     |